# Raúl María Pereira Veintemilla
Raúl María Pereira Veintemilla (Lima, 14 de septiembre de 1916 - Viena, 19 de julio de 2007) fue un embajador peruano.

## Biografía
Fue hijo de Elvira Veintemilla Vivanco (1891-1984) y Raúl María Pereira Alves. Contrajo nupcias con María Josefa López Viciana con quien tuvo las hijas: Elvira María, Laura María y Ximena María.
Estudió en el Colegio San Luis de los Hermanos Maristas en Barranco.
En 1944 se graduó como bachiller en Humanidades en la Pontificia Universidad Católica del Perú.
En 1947 obtuvo el título de diplomático de carrera.
El 1.º de marzo de 1947 fue inscrito en el escalafón como Vicecónsul, siendo promovido a embajador en enero de 1973.
Pasó a situación de retiro en mayo de 1981.
En el Ministerio de Relaciones Exteriores del Perú se desempeñó en 1966 como Consejero, Jefe del Departamento de Organismos Especializados de la Dirección de Organismos y Conferencias Internacionales.
En Gotemburgo se desempeñó en 1947 como Canciller del Consulado General de Segunda Clase.
En Ámsterdam se desempeñó en 1951 como Vicecónsul del Consulado General y en 1952 como Canciller del Consulado General.
En 1954 fue Cónsul del Consulado en Leticia (Colombia).
En 1955 fue Cónsul del Consulado en Manaus.
En 1956 fue trasladado a prestar servicios en El Havre.
En 1958 fue Segundo Secretario de la Representación Permanente del Perú ante los Organismos Internacionales con sede en Ginebra.
En 1961 fue Primer Secretario en Berna.
En 1962 fue Encargado de negocios en Lisboa.
En 1963, fue Cónsul General en Ámsterdam;
En 1967 fue Consejero y Cónsul General en París.
En 1968 fue Cónsul General y representante Permanente en la Oficina de Estudios del Cobre en París.
En 1969 fue Consejero en Budapest.
En 1971 fue ministro, embajador extraordinario y plenipotenciario en Budapest, Hungría.
En 1973 fue embajador en Varsovia en la República Popular de Polonia.
En 1977 fue embajador en Sofía en la República Popular de Bulgaria y concurrente en Tirana en Albania.
En 1978 fue Embajador, Representante Permanente del Perú ante la Unesco en París.
| Predecesor:                           | Encargado de Negocios peruano en Lisboa 1962                           | Sucesor: Manuel Veramendi   |
| Predecesor:                           | Ministro, Embajador Extraordinario y Plenipotenciario en Budapest 1971 | Sucesor:                    |
| Predecesor: José de la Puente Radbill | Embajador en Varsovia 18 de marzo de 1973 a 12 de abril de 1977        | Sucesor: Juan Garland Combe |
| Predecesor:                           | Embajador en Sofía 12 de abril de 1977 a 1978                          | Sucesor:                    |